# Rex Bell

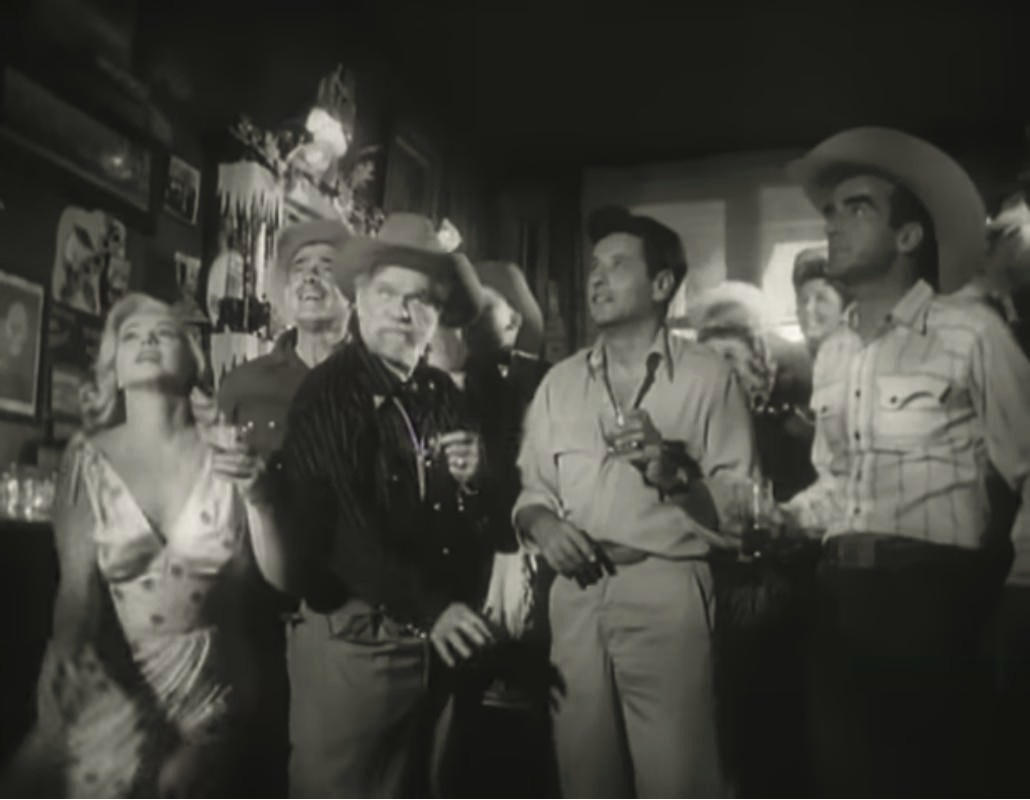
Marilyn Monroe, Clark Gable, Rex Bell, Eli Wallach và Montgomery Clift trong The Misfits (1961)

Rex Bell (tên khai sinh là George Francis Beldam ; 16 tháng 10 năm 1903 – 4 tháng 7 năm 1962) là một diễn viên và chính trị gia người Mỹ. Bell chủ yếu xuất hiện trong các phim Viễn Tây trong sự nghiệp của mình. Ông cũng xuất hiện trong bộ phim True to the Navy năm 1930, với sự tham gia của Clara Bow; Bell và Bow kết hôn vào năm sau.
Bell sau đó tham gia vào chính trị với Đảng Cộng hòa Nevada và là Trung tá Thống đốc thứ 21 của Nevada từ năm 1955 cho đến khi ông qua đời vào năm 1962.

## Tiểu sử
Bell có tên khai sinh là George Francis Beldam tại Chicago vào ngày 16 tháng 10 năm 1903.

## Sự nghiệp điện ảnh

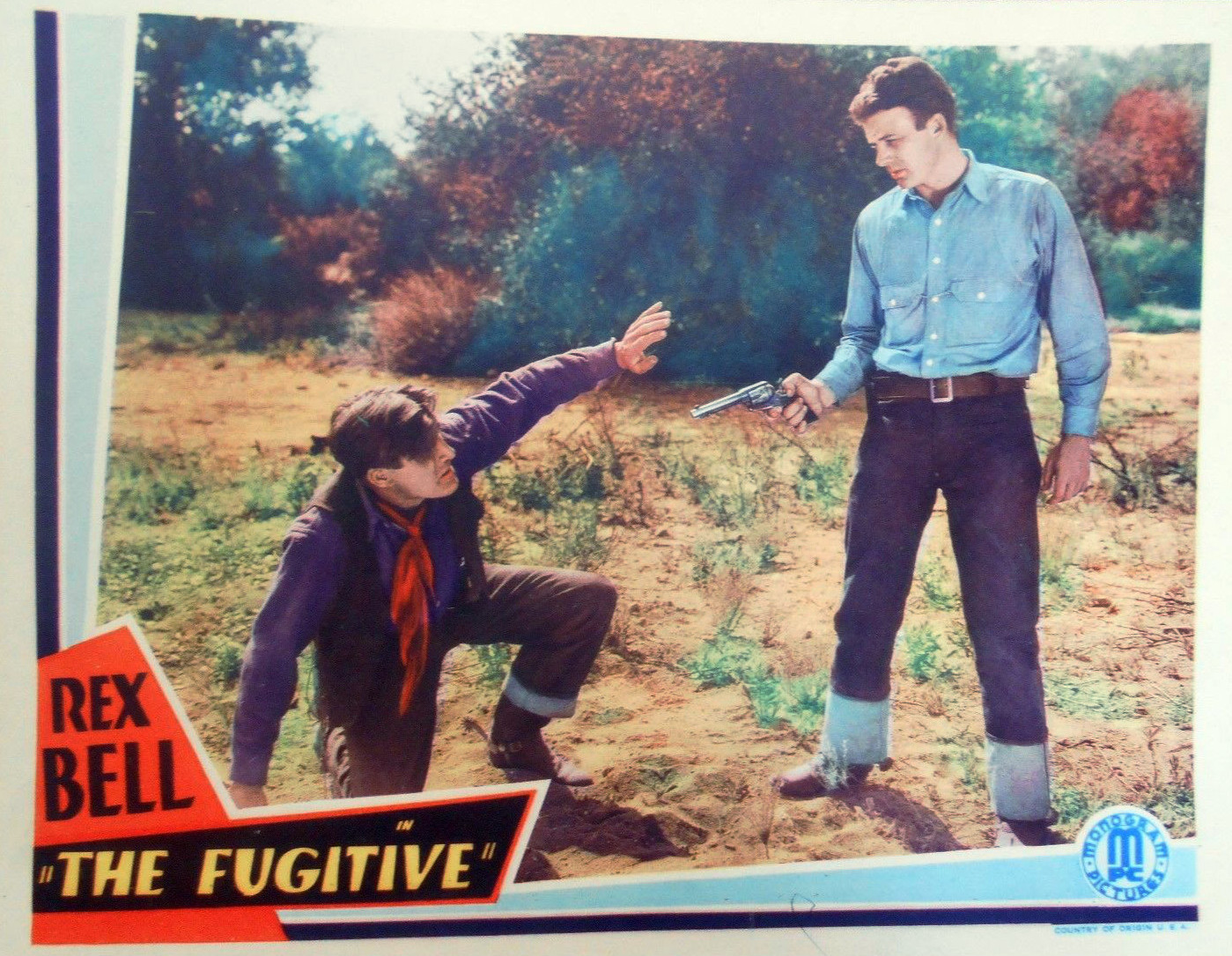
Lobby card with Bell in The Fugitive (1933)

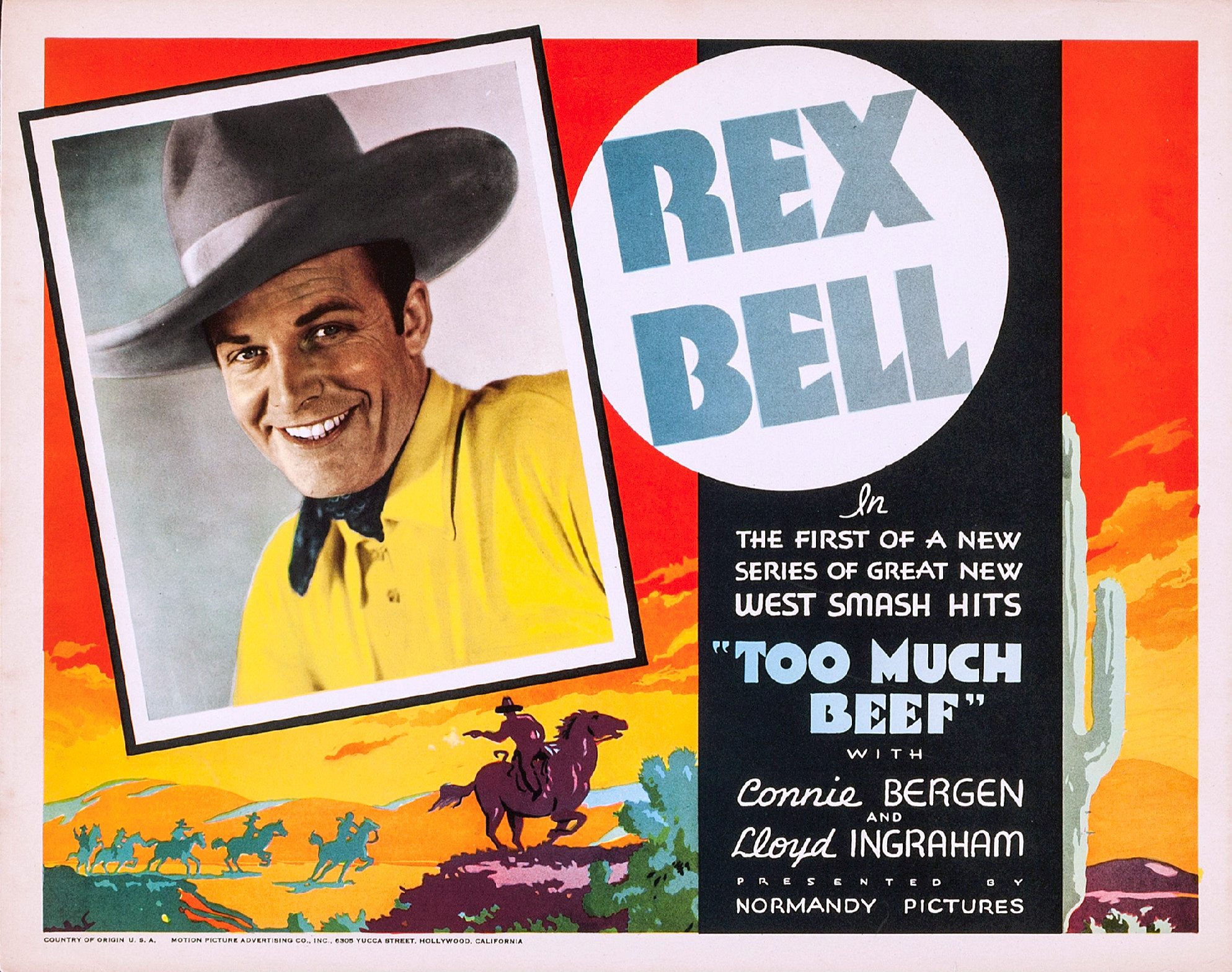
Lobby card with Bell in Too Much Beef, 1936

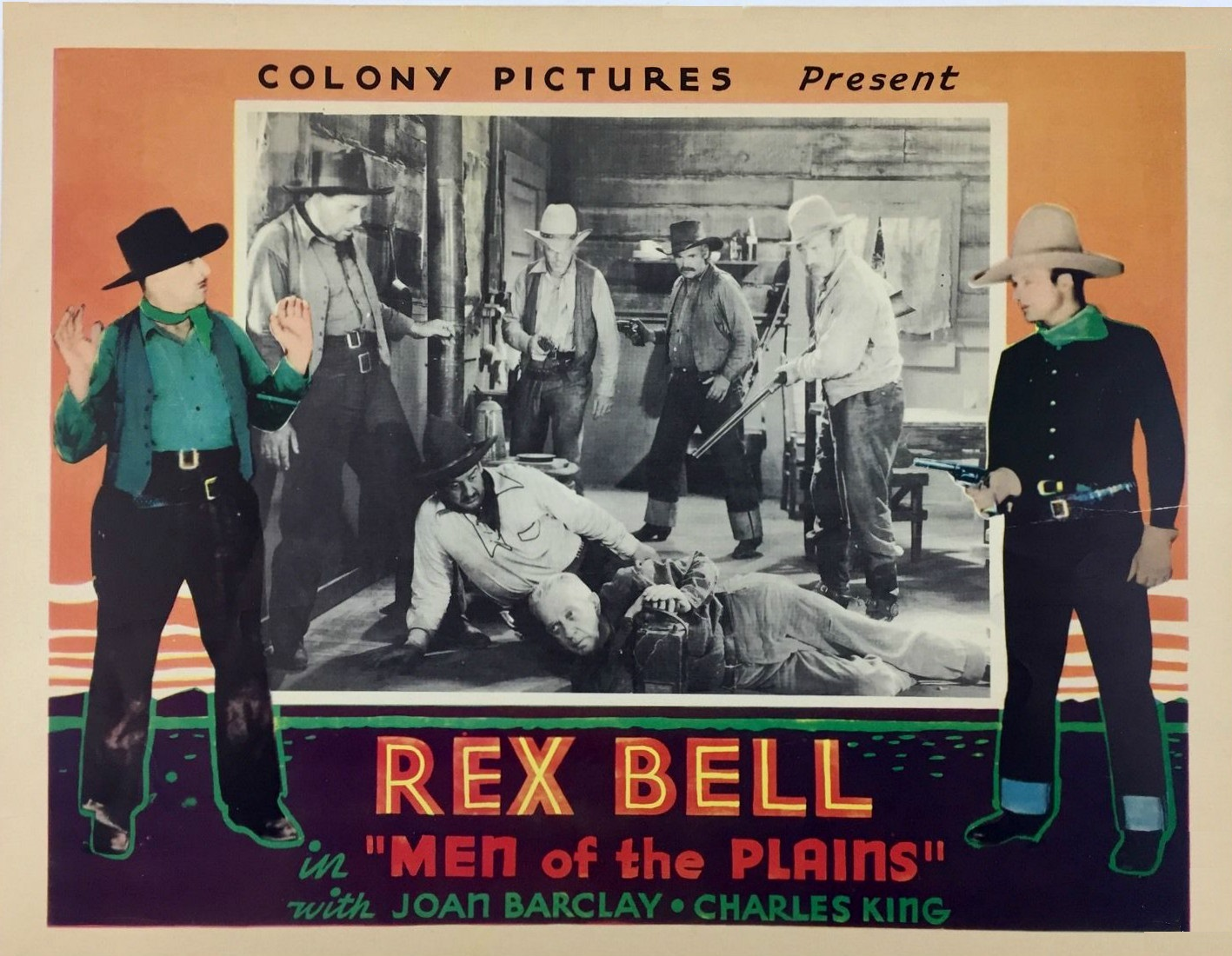
Lobby card with Bell in Men of the Plains (1936)

Bell đóng bộ phim khởi nghiệp là Wild West Romance vào năm 1928,  và tiếp tục tham gia diễn xuất trong một số phim, chủ yếu là phim Viễn Tây, trong đó ông đóng vai chính. Hãng Fox Film được cho đã chuẩn bị cho Bell trở thành người kế nhiệm Tom Mix. Ông rời bỏ phim ảnh vào năm 1936, mặc dù ông thường nhận vai nhỏ trong vài phim sau đó.
Năm 1931,  Bell và vợ, nữ diễn viên Clara Bow, thành lập Trang trại Walking Box,  tại Searchlight, Nevada . 
Lần xuất hiện cuối cùng trên phim là một vai diễn không được công nhận nhưng rất nổi bật trong vai một chàng cao bồi già đáng yêu trong quán bar và tham gia trò chơi xe ngựa trong phim The Misfits (1961) của John Huston với sự tham gia của Clark Gable và Marilyn Monroe.

## Sự nghiệp chính trị
Năm 1944, Bell tranh cử vào Hạ viện Hoa Kỳ với vé của đảng Cộng hòa đối nghịch với Berkeley Bunker của đảng Dân chủ. Tờ Nevada State Journal vào ngày 1 tháng 11 bình luận: "Ông ấy đã kết bạn ở bất cứ nơi nào ông xuất hiện, nhưng sự đồng thuận có thời gian quá ngắn để vượt qua bất lợi là không đạt nhiều tín nhiệm như đối thủ của ông". Cuộc bầu cử được tổ chức vào ngày 7 tháng 11 và Bell nhận được 19.096 phiếu bầu trong khi Bunker nhận được 36.648. 
Bell là lãnh đạo của Đảng Cộng hòa Nevada và năm 1948 là người thay thế cho Đảng Cộng hòa Quốc gia. Ông cũng hoạt động trong Phòng Thương mại Nevada và Hội Nam Hướng đạo Mỹ.
Mối quan hệ được Bell gây dựng trong những năm đó đã giúp ông giành được chức vụ Trung tá Thống đốc vào năm 1954. Năm bầu cử đó, Charles H. Russell, thống đốc đương nhiệm của Đảng Cộng hòa, cũng giành chiến thắng. Năm 1958, Đảng viên Đảng Dân chủ Grant Sawyer đã loại bỏ Russell, nhưng Bell đã thắng cử lại làm Thống đốc (Bell và vị trí chính trị bang Nevada của ông được đề cập trong cuốn tiểu thuyết Cô gái duy nhất trong cuộc chơi năm 1960 của John D. MacDonald). Bell qua đời sau khi có bài phát biểu vận động tranh cử vào ngày 4 tháng 7 năm 1962, khi đang tranh cử thống đốc, vẫn còn đương nhiệm, vì một cơn đau tim năm 1962, tại El Rancho Vegas ở Las Vegas.

## Các hoạt động khác

### Truyền hình
Bell là người dẫn chương trình Cowboys and Injuns vào năm 1950. Khởi đầu trên một nhà ga ở Los Angeles và tiếp tục được phát sóng trên ABC. Chương trình tập trung vào những truyền thuyết có nguồn gốc từ văn học dân gian về cao bồi và thổ dân châu Mỹ ở Hoa Kỳ.

### Kinh doanh
Bell điều hành Rexco, Incorporated, chuyên sản xuất và phân phối các mặt hàng quà tặng mới lạ. Ông và anh trai cũng có hai cửa hàng quần áo ở Nevada.

## Đời tư
Bell kết hôn với nữ diễn viên Clara Bow vào năm 1931. Họ có hai con trai, Tony Beldam, người đã đổi tên thành Rex Anthony Bell Jr., và George Beldam Jr.   Rex Bell Jr. đã xuất hiện trong hai bộ phim Viễn Tây - Stage to Thunder Rock (1964), trong vai "Shotgun Rex", và Young Fury (1965), và sau đó là luật sư quận Clark từ năm 1987 đến năm 1995. 
Bell qua đời do một cơn đau tim vào ngày 4 tháng 7 năm 1962, vài giờ sau khi tham gia một cuộc biểu tình chính trị và dã ngoại ở Las Vegas. 
Trường Tiểu học Rex Bell ở Las Vegas được đặt tên để vinh danh Bell. 

## Sự nghiệp điện ảnh
| Năm  | Tựa phim                             | Nhân vật                                 | Ghi chú                       |
| ---- | ------------------------------------ | ---------------------------------------- | ----------------------------- |
| 1928 | Wild West Romance                    | Phil O'Malley                            |                               |
| 1928 | The Cowboy Kid                       | Jim Barrett                              |                               |
| 1928 | Girl-Shy Cowboy                      | Joe Benson                               |                               |
| 1928 | Taking a Chance                      | Joe Courtney                             |                               |
| 1929 | Joy Street                           | Eddie                                    |                               |
| 1929 | Pleasure Crazed                      | Peters (chauffeur)                       |                               |
| 1929 | Salute                               | Cadet                                    | Uncredited                    |
| 1929 | Happy Days                           | Rex Bell                                 |                               |
| 1929 | They Had to See Paris                | Clark McCurdy                            |                               |
| 1930 | Harmony at Home                      | Dick Grant                               |                               |
| 1930 | Courage                              | Lynn Willard                             |                               |
| 1930 | True to the Navy                     | Eddie                                    |                               |
| 1930 | Lightnin'                            | Larry - Betty's Husband                  |                               |
| 1931 | Battling with Buffalo Bill           | Dave Archer                              | Serial                        |
| 1931 | Forgotten Women                      | Jimmy Burke                              |                               |
| 1931 | Law of the Sea                       | Cole Andrews                             |                               |
| 1932 | The Arm of the Law                   | Robin Dale                               |                               |
| 1932 | Broadway to Cheyenne                 | Breezy Kildare                           |                               |
| 1932 | The Man From Arizona                 | Kent Rogers                              |                               |
| 1932 | Lucky Larrigan                       | Craig Larrigan - posing as Tex aka Lucky |                               |
| 1932 | Crashin' Broadway                    | Tad Wallace                              |                               |
| 1933 | Diamond Trail                        | Speed Morgan - posing as Frisco Eddie    |                               |
| 1933 | Fighting Texans                      | Randy Graves                             |                               |
| 1933 | The Fugitive                         | Joe Kean                                 |                               |
| 1933 | Rainbow Ranch                        | Ed Randall                               |                               |
| 1933 | Hollywood on Parade No. A-8          | Himself                                  | Short                         |
| 1934 | The Tonto Kid                        | Skeets Slawson aka The Tonto Kid         |                               |
| 1934 | Gunfire                              | Jerry Dunbar                             |                               |
| 1935 | Fighting Pioneers                    | Lieutenant Bentley                       |                               |
| 1935 | Border Vengeance                     | Announced Rodeo Guest Star               | Uncredited                    |
| 1935 | Saddle Aces                          | Steve Brandt                             |                               |
| 1936 | Too Much Beef                        | Johnny Argyle alias Tucson Smith         |                               |
| 1936 | West of Nevada                       | Jim Carden, posing as Jim Lloyd          |                               |
| 1936 | Men of the Plains                    | Jim Dean - aka Tom Porter                |                               |
| 1936 | Idaho Kid                            | Todd Hollister aka Idaho                 |                               |
| 1936 | Law and Lead                         | Jimmy Sawyer                             |                               |
| 1936 | Stormy Trails                        | Tom Storm                                |                               |
| 1942 | Tombstone, the Town Too Tough to Die | Virgil Earp                              |                               |
| 1942 | Dawn on the Great Divide             | Jack Carson                              |                               |
| 1952 | Lone Star                            | Minor Role                               | Uncredited                    |
| 1952 | Sky Full of Moon                     | Himself                                  | Uncredited                    |
| 1961 | The Misfits                          | Old Cowboy                               | Uncredited, (final film role) |